# Imposta di bollo
L'imposta di bollo (la cosiddetta marca da bollo) nel sistema fiscale italiano è un'imposta applicata alla produzione, richiesta o presentazione di determinati documenti: atti civili, commerciali, giudiziali ed extragiudiziali, sugli avvisi, sui manifesti. Ha natura giuridica mista, in quanto a volte si configura come imposta e a volte come tassa.

## Disciplina normativa
È regolata dal decreto del Presidente della Repubblica n. 642 del 26 ottobre 1972.
Questo decreto è composto da:
- una Tariffa - Parte prima - Atti, documenti e registri soggetti all'imposta fin dall'origine.[1]
- una Tariffa - Parte seconda - Atti e scritti soggetti all'imposta di bollo solo in caso d'uso.[2]
- una Tabella - Atti documenti e registri esenti in modo assoluto dall'imposta di bollo.[3][4]

Questa legge stabilisce se e quanto bisogna pagare di bollo negli atti, nei documenti, nelle denunce e nelle domande che si producono, si richiedono o si presentano a qualche ufficio o ente.
Per fare qualche esempio riferendosi alla realtà quotidiana:
- la marca da bollo da applicare a una domanda, una denuncia, un ricorso o un certificato è di euro 16,00
- la marca da bollo da applicare a una ricevuta senza IVA di importo superiore a 77,47 euro è di euro 2,00
- l'imposta di bollo che il notaio applica a una compravendita immobiliare è di euro 230,00
- l'imposta di bollo da applicare a una cambiale è il 12 per mille del suo importo e così via.

## Oggetto dell'imposta ed esenzione
Sono soggetti all'imposta di bollo gli atti, i documenti e i registri indicati nella tariffa.

L'imposta non si applica agli atti legislativi e, se non espressamente previsti nella tariffa, agli atti amministrativi dello Stato, delle regioni, delle province, dei comuni e loro consorzi. L'esenzione dall'imposta di bollo è inoltre stabilita per legge per i documenti specificati all'art. 7 comma 5 della legge 29 dicembre 1990, n. 405. Tra questi, ad esempio, ci sono pagelle e certificati anagrafici.
Sono inoltre esenti da imposta di bollo tutti i documenti inerenti ai rapporti cartacei che intercorrono fra compagnie assicuratrici e/o riassicuratrici e assicurati ed intermediari di assicurazione purché attinenti a contratti di assicurazione, in quanto in questi casi l'imposta di bollo è surrogata dall'Imposta sulle assicurazioni, che viene applicata ai premi di assicurazione incassati.

## Misura dell'imposta
L'imposta di bollo può essere fissa o proporzionale.

Per gli atti, documenti e registri soggetti a bollo solo in caso d'uso l'imposta è dovuta nella misura vigente al momento in cui se ne fa uso.

## Modi di pagamento
L'imposta di bollo si corrisponde secondo le indicazioni della tariffa allegata:

a) mediante pagamento dell'imposta ad intermediario convenzionato con l'Agenzia delle Entrate, il quale rilascia, con modalità telematiche, apposito contrassegno;

b) in modo virtuale, mediante pagamento dell'imposta all'ufficio dell'Agenzia delle Entrate o ad altri uffici autorizzati o mediante versamento in conto corrente postale.

## Carta bollata
La carta bollata è filigranata e reca impresso il relativo valore.

Se il valore della carta bollata è inferiore all'imposta dovuta, la differenza viene corrisposta mediante applicazione di marche da bollo.

La carta bollata, esclusa quella per cambiali, deve essere marginata e contenere cento linee per ogni foglio.

Sulla carta bollata non si può scrivere fuori dei margini né eccedere il numero delle linee in essa tracciate, ciascuna delle quali non può contenere in media più di 28 sillabe (limite abolito il 01-01-1983).

## Definizioni
Decreto del Presidente della Repubblica del 26/10/1972 n. 642

Disciplina dell'imposta di bollo

Art. 5 Definizione di foglio, di pagina e di copia

[1] Agli effetti del presente decreto e delle annesse Tariffa e Tabella:

a) il foglio si intende composto da quattro facciate, la pagina da una facciata;

b) per copia si intende la riproduzione, parziale o totale, di atti, documenti e registri dichiarata conforme all'originale da colui che l'ha rilasciata.

...

ecc.

## Marche da bollo
L'annullamento della marca da bollo deve avvenire mediante perforazione o apposizione della sottoscrizione di una delle parti o della data o di un timbro parte su ciascuna marca e parte sul foglio. Per l'annullamento deve essere usata la matita copiativa.
Sulle marche da bollo non è consentito scrivere né apporre timbri o altre stampigliature tranne che per eseguirne l'annullamento in conformità dei precedenti commi. È vietato usare marche deteriorate o usate in precedenza.
Sulla Gazzetta Ufficiale del 26 giugno 2007 è stato pubblicato il decreto del Ministero dell'Economia e delle Finanze del 25 maggio 2007 con il quale sono stati dichiarati fuori corso, a decorrere dal 1º settembre 2007, tutti i valori bollati in lire, in lire-euro ed in euro, ad eccezione dei foglietti e delle marche per cambiali.
In pratica le vecchie marche da bollo non avranno più alcun valore in quanto sostituite definitivamente dai contrassegni emessi in via telematica dai soggetti autorizzati.

## Registrazione telematica delle locazioni
L'imposta di bollo è dovuta in euro 16 per ogni foglio di 100 righe e riscossa con addebito su conto corrente bancario assieme all'imposta di registro.